# العربي الناجي
العربي ناجي هو لاعب كرة قدم مغربي في مركز الوسط، ولد في 14 ديسمبر 1990 في سلا في المغرب. لعب مع نادي الاتحاد التوركي ونادي الجمعية السلاوية ونادي النهضة البركانية.

## وصلات خارجية
- العربي ناجي على موقع قاعدة بيانات كرة القدم.إي يو (الإنجليزية)
- العربي ناجي على موقع Soccerway.com (الإنجليزية)